# Ancoratus
Ancoratus (latim: ancorado) é um tratado do Cristianismo primitivo escrito por Epifânio de Salamis no século IV dC.

## Formato
O texto tem o formato de uma carta à Igreja de Siedra na Panfília, descrevendo como barco da Igreja pode se contrapor aos ventos contrários do pensamento herético e se tornar ancorado (ἀγχυρωτός), daí o título do trabalho. O texto ainda é como um prelúdio para o texto seguinte de Epifânio, Panarion.

## Conteúdo
O texto trata principalmente sobre a Trindade e a ressurreição .